# STXエンターテインメント
STX エンターテインメント（STX Entertainment）は、アメリカのミニ・メジャー娯楽、メディア企業。映画製作者ロバート・シモンズによって2014年に設立され、 スタジオは映画、テレビジョン製作、デジタルメディア事業を行っている。
2020年4月、STXはインドのスタジオエロス・インターナショナルとの合併を発表した。この合併は2020年7月に完了し、STXはエロスSTXの部門となった。2021年12月、ジャム・ナジャフィは合併会社からSTXを1億7300万ドルで買収する意向を発表し、2022年4月に売買が完了した。エロスは議決権のない少数株主である。

## 作品ライブラリー

### テレビ&デジタル配信
| タイトル                                              | チャネル                               | 年              | コメント |
| ----------------------------------------------------- | -------------------------------------- | --------------- | --- |
| State of Affairs                                      | NBC                                    | 2014年 - 2015年 | ユニバーサル・テレビジョン、アビシャグ・プロダクションズ、アードウルフ・プロダクションズとの共同制作                              |
| True Life                                             | MTV                                    | 2016年          | エピソードTrue Life: We Are Orlandoの共同制作                                                                                     |
| Number One Surprise                                   | 湖南TV/Mango TV/ PPTV                  | 2016年 - 現在   | XGエンターテインメントと共同制作                                                                                                  |
| A Little Too Farr                                     | go90                                   | 2017年          | タワー2プロダクションとの共同制作                                                                                                 |
| The Platinum Life                                     | E!                                     | 2017年          | タワー2プロダクションとの共同制作                                                                                                 |
| 第 75 回ゴールデン グローブ賞レッド カーペット ショー | テンセントビデオ                       | 2018年          | テンセントとの共同制作 |
| アレックス・ストレンジラブ                            | Netflix                                | 2018年          | 当初はSTX配給の予定だったが、製作することになった。                                                                               |
| The Limit                                             | STX シュール                           | 2018年          | ロバート・ロドリゲス監督のVR映画                                                                                                  |
| Valley of the Boom                                    | ナショナル ジオグラフィック チャンネル | 2019年          | マシュー・カーナハン・サーカス・プロダクションズとの共同制作                                                                      |
| Games People Play                                     | BET                                    | 2019年 - 現在   | エドモンズ・エンターテイメントと                                                                                                  |
| Flip It Like Disick                                   | E!                                     | 2019年 - 現在   | タワー2プロダクションズ、ディシック・インダストリーズ、ジェンナー・コミュニケーションズ、ライアン・シークレスト・プロッズが参加。 |
| Work It 〜輝けわたし!〜                               | Netflix                                | 2020年          | 映画のストリーミング |
| Jay and Silent Bob VR                                 | STX シュール                           | 未定            | ビュー・アスキュー・プロダクションズとの共同制作。                                                                                |
| 無題デイヴ・バウティスタシリーズ                      | STX シュール                           | 未定            | |
| 無題デレク・コルスタット事業                          | STX シュール                           | 未定            | |
| New Tricks                                            | STX シュール                           | 未定            | パシフィック・エレクトリック・ピクチャー社との共同制作。                                                                          |
| The Kiev Exchange                                     | STX シュール                           | 未定            | フィルム 44、フィルム 45との共同制作                                                                                              |
| New Tricks                                            | 未定                                   | 未定            | |
| The Kiev Exchange                                     | フォックス                             | 未定            | フォックス オルタナティブ エンターテイメントとの共同制作                                                                          |